# Jamesbrittenia primuliflora
Jamesbrittenia primuliflora är en flenörtsväxtart som först beskrevs av Albert Thellung, och fick sitt nu gällande namn av O.M. Hilliard. Jamesbrittenia primuliflora ingår i släktet Jamesbrittenia och familjen flenörtsväxter. Inga underarter finns listade i Catalogue of Life.